# Odontobatrachus natator
Odontobatrachus natator (Syn.: Petropedetes natator) ist eine Art der Froschlurche aus Westafrika. Sie wurde von dem Herpetologen George Albert Boulenger schon im Jahr 1905 beschrieben. Wegen ihrer außergewöhnlichen Merkmale und aufgrund molekulargenetischer Untersuchungen wurden im Jahr 2014 eine monotypische Gattung Odontobatrachus und eine eigene Familie, die Odontobatrachidae, für sie eingerichtet. Im Jahr 2015 wurde festgestellt, dass sich hinter der Typusart Odontobatrachus natator ein Artenkomplex verbirgt, dessen einzelne Arten genetisch und durch morphologische Merkmalskombinationen unterscheidbar sind. Es wurden neben Odontobatrachus natator vier weitere Arten beschrieben.

## Merkmale
Das Typusexemplar, das dem Erstbeschreiber Boulenger vorlag, hatte eine Kopf-Rumpf-Länge von 55 Millimetern. Auf dem Rücken ist die Haut dicht granuliert und mit Leisten bzw. länglichen Warzen versehen. Die Farbe ist oberseits braun, meist mit dunklen, schwarzen Punkten und hellen, olivgrünen bis gelblichen Bänderungen überzogen. Die Gliedmaßen sind ebenso gebändert. Die Bauchseite ist hell, weiß bis gelblich.
Das Trommelfell ist unauffällig, sein Durchmesser ist nur halb so groß wie der des Auges. 
Zwischen den Zehen und Fingern befinden sich große Schwimmhäute. Die Finger sind etwas verlängert, flach, mit vergrößerten, herzförmigen Haftscheiben. Der erste Finger ist kürzer als der zweite. Die Länge der Füße erreicht bei dieser Art zwei Fünftel der Kopf-Rumpf-Länge. Die Männchen haben paarige interne Schallblasen und ovale Drüsen an den Unterseiten der Schenkel.
Besonders auffällig ist die Bezahnung: Auf jedem der beiden Unterkieferknochen befindet sich ein spitzer, hauerartiger Fortsatz. Das Oberkiefer trägt zwei Reihen von spitzen, nach hinten gekrümmten Zähnen. Hinter den Choanen befinden sich zwei kleine Gruppen von Gaumenzähnen, die eng beieinander liegen.

## Vorkommen
Die Odontobatrachidae sind in den Regenwäldern Westafrikas beheimatet. Es handelt sich um die erste Wirbeltierfamilie, die in Westafrika endemisch ist. Odontobatrachus natator ist in Sierra Leone, im Norden Liberias und in den angrenzenden Gebieten im Süden Guineas verbreitet. Er kommt im hügeligen Terrain und auf bewaldeten Gebirgszügen bis in Höhen von 1400 Metern vor.

## Lebensweise
Odontobatrachus natator lebt in schnell fließenden Gewässern und an Wasserfällen, wo sich auch die Kaulquappen entwickeln. Einige in solchen Gewässern lebende, sehr ähnlich aussehende Frösche wurden als Stromschnellenfrösche (engl. torrent frogs) in eine eigene Familie Petropedetidae zusammengestellt. Später stellte sich jedoch heraus, dass ihre gemeinsamen Merkmale Anpassungen an ihre ähnliche Lebensweise sind und genetisch keine nahe Verwandtschaft besteht. Innerhalb der Gattung Petropedetes befand sich unter dem Namen Petropedetes natator auch Odontobatrachus natator, für den 2014 eine eigene Gattung innerhalb der neuen eigenständigen Familie Odontobatrachidae errichtet wurde.

## Stammesgeschichte
Für die Entwicklungslinie von Odontobatrachus natator und den anderen Odontobatrachus-Arten wurde eine Trennung von den anderen Familien bereits für die Kreidezeit, also innerhalb des Erdmittelalters vor mehr als 65 Millionen Jahren, errechnet.